# Sensation III
『Sensation III』（センセーション・スリー）は、日本のインストゥルメンタルロックバンド・Sensationが2014年5月14日にD-GOから発売した3枚目のオリジナルアルバムである。

## 内容
前作『Sensation II』から1年2か月ぶりのオリジナルアルバム。
今作はスポーツに合う、身体を動かしたくなるような音楽をテーマに制作された。
「Fantasista」は今作発売の翌年にTBS系列『スーパーサッカー J+』のテーマ曲に起用された。
今作で初めてオリコンチャート圏内入りを果たした。

## 収録曲
| 全作曲・編曲: Sensation。 |                            |      |            |          |
| #                         | タイトル                   | 作詞 | 作曲・編曲 | 作詞     |
| 1.                        | 「Kaleidoscope」           |      | Sensation  |          |
| 2.                        | 「Who am I」               |      | Sensation  |          |
| 3.                        | 「Natsu no Kaze～薫風～」  |      | Sensation  |          |
| 4.                        | 「Head Game」              |      | Sensation  |          |
| 5.                        | 「Fantasista」             |      | Sensation  |          |
| 6.                        | 「field of dreams」        |      | Sensation  |          |
| 7.                        | 「陽炎」                   |      | Sensation  |          |
| 8.                        | 「So High」                |      | Sensation  |          |
| 9.                        | 「乱舞」                   |      | Sensation  |          |
| 10.                       | 「Can't live, Can't help」 |      | Sensation  | 池田愛麗 |

### 解説
1. Kaleidoscope
大賀好修はこの楽曲について「ドラムのレコーディング途中までアレンジを変えた」と語っており、1曲目ということで代名詞になるような楽曲にしたかったという。結果として15通りのアレンジを考案し、その中で一番いいものが採用された。なお、この楽曲のベースソロは前述のドラムレコーディング中にメンバーに懇願して取り入れられた[2]。
2. Who am I
3. Natsu no Kaze～薫風～
スポーツでのハーフタイム的な位置付けで制作された、ギターのクリーントーンを活かした楽曲[2]。
4. Head Game
5. Fantasista
バンド結成を決めたときに制作したメロディに、ラテンやサンバの要素を融合させて完成させた楽曲[2]。
6. field of dreams
イントロにギター・オーケストレーションを取り入れた楽曲で、コード進行だけ決めた上で結果として約20本のギターが重なっているという。当初は入れていなかったが、大賀の発案でスタッフと相談して採用された[2]。
7. 陽炎
次曲に繋ぐインタールード的な立ち位置で、今作で最後に制作された8分の6拍子による楽曲[2]。
8. So High
元々この作品にスウィング・ジャズ調の楽曲を収録したい旨の意見があり制作された。大賀はこの楽曲について「ジャズの雰囲気を活かしたオケにアドリブでメロディを付け、唐突に荒々しいシャッフルに変わるという、天邪鬼な作風にしたかった」と語っている[2]。
9. 乱舞
ライブのグッズとして販売したタオルを使用する楽曲をテーマにギターリフを発展させて制作され、今作を引っ提げて敢行された東阪ツアーのタイトルにも冠された[1][2]。
10. Can't live, Can't help
今作のコラボレーショントラックで、池田愛麗を迎えて制作された。女性ボーカルは長戸大幸の提案で決定された[2]。

## 参加ミュージシャン
Sensation
- 大賀好修：Guitar & Chorus
- 大楠雄蔵：Piano & Organ & Keyboards & Chorus
- 麻井寛史：Bass & Chorus
- 車谷啓介：Drums & Percussion & Chorus

Support Musician
- 池田愛麗：Vocal (#10)
- 花沢耕太：Chorus (#5)
- 山下慎司：Chorus (#5)
- 高久知也ストリングス：Strings (#3,6)

## タイアップ
- TBS系列スポーツニュース番組『スーパーサッカー J+』テーマ曲 (#5)